# Sonate pour deux violons de Górecki
Pour les articles homonymes, voir Sonate pour deux violons.
La Sonate pour deux violons (op. 10) est une œuvre de musique de chambre composée par Henryk Górecki en 1957.

## Historique
Cette sonate est une œuvre de jeunesse d'Henryk Górecki, écrite de février à mars 1957 à Katowice en Pologne, un an avant ses débuts officiels avec Epitafium, et dédiée à Jadwiga Rurańska. Sa première mondiale a lieu le 27 février 1958 à Katowice par Edward Cygan et Henryk Gruszka.

## Structure
La sonate comprend trois mouvements :
1. Allegro molto – 7 min 30 s
2. Adagio sostenuto – 3 min 30 s
3. Andante con moto – 4 min

L'exécution de l'œuvre dure environ 15 minutes.

## Discographie sélective
- Quatuor Silésien, chez Olympia 1994.